# هارلينغتون وود، الابن
هارلينغتون وود، الابن (بالإنجليزية: Harlington Wood, Jr.)‏ (و. 1920 – 2008 م) هو محامي، وقاضي من الولايات المتحدة الأمريكية.

## التعليم
تعلم في جامعة إلينوي في إربانا-شامبين.